# 胡天秋
胡天秋（1901年—？）江苏宿迁人，军统局早期元老。军统局少将。

## 生平
1926年10月考入黄埔军校第六期骑兵科，与戴笠是同学。黄埔入伍生教育时，与徐亮，还有后来成为名将的廖耀湘，都分在骑二连。
后为军统前身的“十人团”成员。抗战时为国民政府军事委员会水陆交通统一检查处业务组组长、少将副处长。